# Willie Thornton
William Thornton MM (3 de març de 1920 - 26 d'agost de 1991) fou un futbolista escocès de la dècada de 1940.
Fou internacional amb la selecció d'Escòcia. Pel que fa a clubs, defensà els colors del Rangers FC durant tota la seva carrera. També fou entrenador a Dundee FC, Partick Thistle i a Rangers, on també fou assistent de William Waddell.

## Palmarès
Entrenador
Dundee
- Forfarshire Cup: 1954-55, 1955-56